# 꼬리겨우살이
꼬리겨우살이는 제주도, 전라북도, 경상북도, 충청북도, 강원도, 평안남도에 나고, 밤나무, 참나무류에 기생하는 상록 기생 관목이다. 가지는 차상으로 갈라지고, 짙은 자갈색으로 광택이 나며, 월동 후 회색 부분의 표피가 벗겨진다. 잎은 마주나며 주걱 모양의 긴 타원형, 끝이 둔하며, 길이 2~3.5cm, 양면에 털이 없고, 톱니가 없음. 꽃은 암수한그루의 양성화이며, 이삭꽃차례를 이룬다. 꽃자루가 없고, 가지 끝에 달리며, 황록색이다. 꽃덮이는 4~6장, 수술은 4~6개, 씨방은 하위이다. 열매는 장과, 둥근 모양, 황색으로 익고, 밑으로 처진다.